# Nebřehovice
Nebřehovice är en ort i Tjeckien.   Den ligger i regionen Södra Böhmen, i den sydvästra delen av landet, 100 km söder om huvudstaden Prag. Nebřehovice ligger 455 meter över havet och antalet invånare är 133.
Terrängen runt Nebřehovice är huvudsakligen platt, men västerut är den kuperad. Terrängen runt Nebřehovice sluttar norrut. Runt Nebřehovice är det ganska glesbefolkat, med 28 invånare per kvadratkilometer. Närmaste större samhälle är Písek, 15,5 km nordost om Nebřehovice. Omgivningarna runt Nebřehovice är en mosaik av jordbruksmark och naturlig växtlighet.